# Georg Forchhammer
Johannes Georg Forchhammer, född den 22 maj 1861, död den 23 juli 1938, var en dansk fysiker och dövstumspedagog. Han var son till Johannes Forchhammer, bror till Ejnar, Viggo och Henni Forchhammer.
Forchhammer blev filosofie doktor 1903 och var dövstumsskoleföreståndare 1891-1926 i Nyborg och Fredericia. Bland hans verk märks Om Nødvendigheden af sikre Meddelelsesmidler i Døvstummeundervisningen (1903) och Taubstummenpädagogische Abhandlungen (1930).

## Utmärkelser
- Riddare av Dannebrogorden,  1905[2]
- Dannebrogsmännens hederstecken,  1926[2]

[Redigera Wikidata]